# 作壆坑新村
作壆坑新村為香港沙田區的一條鄉村，已有二百多年歷史。作壆坑因以竹築壆堵塞坑水而得名，原址本在現今之博康邨處，全村姓李，早在清朝乾隆年間，他們的祖先從廣東省伍華縣搬至現今大尾篤船灣淡水湖附近的烏蛟騰居住，其後一房搬至作學坑定居，至今已有二百多年歷史，也有分支到西貢及九龍坑的。
由於各房仍有聯繫，凡舉喜慶祭祖均聚首一堂；至今每年仍有一次總動員往大埔拜太公山，因總太公葬於該處，謂之「食山頭」。但是，昔日則較為隆重，以往在拜山前一晚，各人便齊集祠堂，用禾草席地而睡，翌日一起出發拜山，由於拜山者往往在千人以上，所以往往用大鑊煮食，坐在地上用大盤盛載食物，約八至十人共食一盤菜。

## 歷史
村民在戰前以種禾為主，兼種蕃薯、栗米等，亦有擔柴及草往九龍城出售；由於該村比較貧困，所以沒有學校或書塾，村中讀書者寥寥可數，即使能負擔者，也要往曾大屋或沙田圍就讀。
日治時期，全村幾為日軍放火燒光，僅餘一間祖屋，這間屋只是日本人用來存放禾草作為餵馬之用，更慘的還有日軍在四週佈滿地雷，當時有不少村民被炸死或餓死的，生還的村民多逃往大埔，和平後才搬回來。
戰後，村民用鋅鐵及茅草等簡陋材料建屋，至1950年代末期才改用木材，及後，有錢的才改用磚來建屋，且村民都從事建築業而非昔日的農耕了，亦有小部份從事「磨光」等小工業。
至1970年代末期，由於政府發展新市鎮，將原村搬往村後的坳背山道，村名仍叫「作壆坑」。